# Авдукич, Асмир
А́смир А́вдукич (босн. Asmir Avdukić; род. 13 мая 1981, Бреза) — боснийский футболист, вратарь. ныне — тренер. Выступал в сборной Боснии и Герцеговины.

## Карьера

### Клубная
Воспитанник футбольной школы «Челика» из Зеницы, начинал там свою карьеру. Позднее выступал за боснийские команды «Травник», «Слобода» (Тузла), «Радник» (Биелина) и «Рудар» (Приедор), а также хорватский «Камен Инград». В феврале 2012 года Авдукич был арендован иранским клубом «Персеполис». Однако он не мог быть включён в заявку на второй круг чемпионата Ирана и выступал за команду только в Лиге чемпионов АФК. В общей сложности Авдукич провёл за иранский клуб 7 матчей.

### В сборной
Выступал в юношеских и молодёжных сборных Боснии. Дебютировал в основной 28 апреля 2004 в матче с Финляндией. После этого долгое время не вызывался в сборную, однако всё же 17 ноября 2010 провёл свой второй матч против Словакии (был вызван в сборную по решению Сафета Сушича).